# Robert Pawlik
Robert Pawlik (* 21. August 1965 in Wien) ist ein österreichischer Jazzmusiker (Gitarre, Komposition).

## Leben und Wirken
Pawlik erhielt ab dem siebten Lebensjahr klassischen Klavierunterricht; fünf Jahre später wechselte er zur Gitarre. Nach der Matura 1984 am Realgymnasium Schottenbastei studierte er Jazzgitarre am Wiener Schubertkonservatorium bei Peter Legat, am Konservatorium der Stadt Wien bei Claus Spechtl und am American Institute of Music bei Les Wise, Wayne Brasel und Karl Ratzer. 
Nach dem Abschluss war Pawlik als freiberuflicher Musiker in Bands unterschiedlicher Stilrichtungen tätig. Auch gründete er sein eigenes Quartett und begleitete Al „Fats“ Edwards, Louie Austen, Patty Miller und Dorretta Carter. 2001 wirkte er beim Musical Time Out mit Marianne Mendt und Alfons Haider mit. Seit 1997 arbeitete er zumeist mit seiner Frau, der Trompeterin und Sängerin Michaela Rabitsch, in verschiedenen Gruppen, die sie gemeinsam leiten; es kam zu Tourneen in mehr als 40 Ländern in Europa, Asien, Afrika und Amerika gespielt und Auftritten auf Festivals wie dem Tokyo Jazz Festival, Cape Town International Jazz Festival, oder dem Saint Louis Jazz Festival. Weiterhin arbeitete er für den ORF als Produzent und Komponist.

## Diskographische Hinweise
- Michaela Rabitsch & Robert Pawlik Quartet: Two of a Kind – A Tribute to Louis Armstrong (TOAK 2002)
- Michaela Rabitsch & Robert Pawlik: Just the Two of Us (Fun Records 2005)
- Michaela Rabitsch & Robert Pawlik Quartet: Moods (Extraplatte 2008)
- Michaela Rabitsch & Robert Pawlik Quartet: Voyagers (Extraplatte 2012)[2]
- Michaela Rabitsch & Robert Pawlik: Gimme The Groove (Preiser Records 2018)[3]

## Lexikalischer Eintrag
- Emanuel Wenger: Pawlik, Robert. In: Oesterreichisches Musiklexikon. Online-Ausgabe, Wien 2002 ff., ISBN 3-7001-3077-5